# Distrikt Castelo Branco
Der Distrikt Castelo Branco (Distrito de Castelo Branco) ist ein Distrikt in Portugal, der ein Teil der traditionellen Provinz Beira Baixa (die ihrerseits der Südteil von Beira Interior ist) darstellt. Die Nachbardistrikte heißen Guarda im Norden, Portalegre und Santarém im Süden sowie Leiria und Coimbra im Westen. Im Osten grenzt der Distrikt Castelo Branco an Spanien.
Die Fläche beträgt 6675 km², der Distrikt hat eine Bevölkerung von 225 916 (Stand 2011). Hauptort des Distrikts ist Castelo Branco. Kfz-Kennzeichen für Anhänger: CB.
| Kreis                   | Anzahl Gemeinden | Einwohner (2021) | Fläche km² | Dichte Einw./km² | LAU- Code | Region        | Unterregion               |
| ----------------------- | ---------------- | ---------------- | ---------- | ---------------- | --------- | ------------- | ------------------------- |
| Belmonte                | 4                | 6.205            | 118,76     | 52               | 0501      | Região Centro | Beiras e Serra da Estrela |
| Castelo Branco          | 19               | 52.272           | 1.438,18   | 36               | 0502      | Região Centro | Beira Baixa               |
| Covilhã                 | 21               | 46.455           | 555,61     | 84               | 0503      | Região Centro | Beiras e Serra da Estrela |
| Fundão                  | 23               | 26.503           | 700,21     | 38               | 0504      | Região Centro | Beiras e Serra da Estrela |
| Idanha-a-Nova           | 13               | 8.355            | 1.416,33   | 6                | 0505      | Região Centro | Beira Baixa               |
| Oleiros                 | 10               | 4.904            | 471,08     | 10               | 0506      | Região Centro | Beira Baixa               |
| Penamacor               | 9                | 4.768            | 563,72     | 8                | 0507      | Região Centro | Beira Baixa               |
| Proença-a-Nova          | 4                | 7.167            | 395,40     | 18               | 0508      | Região Centro | Beira Baixa               |
| Sertã                   | 10               | 14.769           | 446,73     | 33               | 0509      | Região Centro | Médio Tejo                |
| Vila de Rei             | 3                | 3.279            | 191,54     | 17               | 0510      | Região Centro | Médio Tejo                |
| Vila Velha de Ródão     | 4                | 3.285            | 329,91     | 10               | 0511      | Região Centro | Beira Baixa               |
| Distrikt Castelo Branco | 120              | 177.962          | 6.627,47   | 27               | 05        | –             | –                         |

Koordinaten: 40° 0′ N, 7° 30′ W